# Вільнюс (аеропорт)
Вільнюський міжнародний аеропорт (лит. Tarptautinis Vilniaus oro uostas; IATA: VNO, ICAO: EYVI) — міжнародний аеропорт у столиці Литви та найбільший аеропорт в країні. Розташований за 7 км на південь від центру Вільнюса. 
Аеропорт розпочав свою роботу 17 липня 1944 року. 4 жовтня 1944 року завершено будівництво першої будівлі аеровокзалу, що побудований у стилі сталінського ампіру по проекту архітекторів Дмитра Бурдіна і Геннадія Йолкіна. В даний час тут розташований термінал прибуття. Наприкінці 1980-х років стара будівля ледве справлялась зі збільшенням пасажиропотоку і було прийнято рішення про побудову нового терміналу. Новий термінал побудований у 1993 році і тут розташувався термінал вильоту.
Після вступу Литви до Шенгенської зони виникла потреба в побудові третьої будівлі, щоб аеропорт відповідав всім вимогам Шенгенської угоди. Його відкриття відбулось у 2007 році. В наш час аеропорт може забезпечити пасажиропотік близько 1,8 млн пасажирів при кількості польотів близько 30 000 на рік, не враховуючи вантажні перевезення, об'єм яких вже перевищив 5000 т на рік.
Є хабом для:
- airBaltic
- Ryanair
- Wizz Air

## Авіалінії та напрямки (січень 2023)

### Пасажирські
| Авіакомпанія          | Пункт призначення |
| --------------------- | --- |
| airBaltic             | Амстердам, Мюнхен, Париж-Шарль де Голль, Рига, Таллінн Сезонні: Берлін-Бранденбург, Дубровник |
| Austrian Airlines     | Сезонний: Відень |
| Avion Express         | Сезонний чартер: Анталія, Бургас, Варна, Корфу, Катанія, Енфіда-Хаммамет, Газіпаша, Іракліон, Кефалонія, Ламеція-Терме, Мадейра, Малага, Пальма-де-Майорка, Родос, Тенерифе-Південний, Тиват, Хургада, Фару                                                 |
| Brussels Airlines     | Сезонний: Брюссель |
| Corendon Airlines     | Сезонний чартер: Анталія |
| Enter Air             | Сезонний чартер: Мадейра, Занзібар |
| Finnair               | Гельсінкі |
| Freebird Airlines     | Сезонний чартер: Анталія |
| GetJet Airlines       | Сезонний чартер: Анталія, Батумі, Бодрум, Бургас, Варна, Газіпаша, Корфу, Іракліон, Ламеція-Терме, Малага, Пальма-де-Мальорка, Патрас, Родос, Тенерифе-Південний, Хургада, Шарм-ель-Шейх                                                                    |
| LOT Polish Airlines   | Варшава-Шопен, Лондон-Сіті |
| Lufthansa             | Франкфурт |
| Norwegian Air Shuttle | Осло-Гардермуен, Стокгольм-Арланда |
| Ryanair               | Барселона, Бове-Тільє, Бергамо, Берлін-Бранденбург, Біллунн, Бірмінгем, Бремен, Відень, Дублін, Лідс, Лондон-Лутон, Лондон-Станстед, Мальта, Нюрнберг, Осло-Гардермуен, Рим-Ф'юмічіно, Тель-Авів-Бен-Гуріон,, Тревізо, Турин Сезонний: Афіни, Гданськ Корфу |
| Scandinavian Airlines | Копенгаген, Стокгольм-Арланда |
| Smartwings Poland     | Сезонний чартер: Кавала, Марса-Алам, Тирана |
| Turkish Airlines      | Стамбул-Аеропорт |
| Wizz Air              | Барселона, Бове-Тільє, Дортмунд, Ейндговен, Єреван, Кутаїсі, Ларнака, Лондон-Лутон, Мілан-Мальпенса, Осло-Торп, Рейк'явік, Тель-Авів Сезонний: Афіни, Гренобль, Ніцца, Спліт                                                                                |

### Вантажні
| Авіакомпанія  | Пункт призначення       |
| ------------- | ----------------------- |
| DHL Aviation  | Лейпциг/Галле, Рига     |
| Turkish Cargo | Прага, Стамбул-Аеропорт |

## Транспортне сполучення
Аеропорт має автобусне сполучення з містом автобусними маршрутами № 1, 2, 88 та 3G. Автобусний рух починається приблизно о 05:30 та триває до 23:00.
Також існує залізничне сполучення за допомогою автомотриси (рейковий автобус) PESA 620M. Виконується 18 рейсів на добу від залізничної станції Вільнюський аеропорт до Вільнюського залізничного вокзалу.

## Фотогалерея

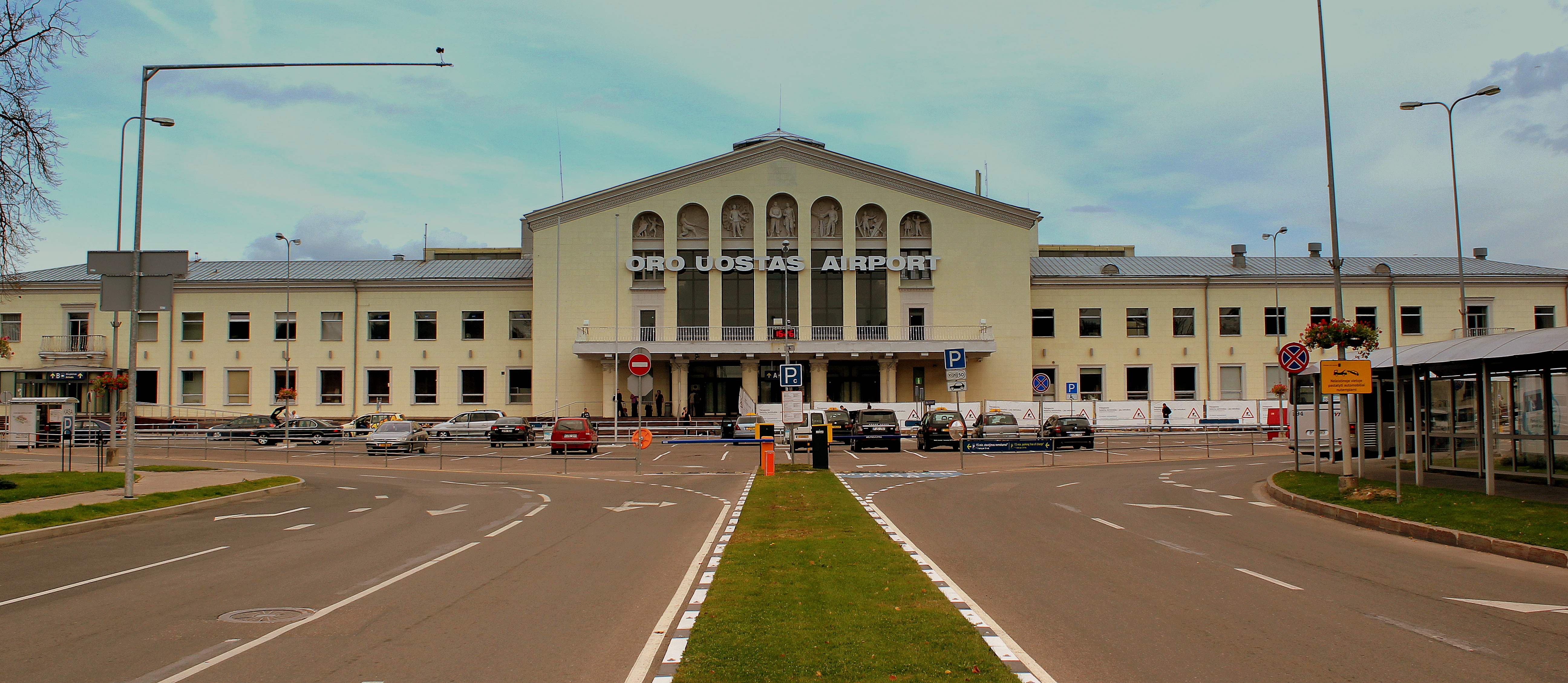
Фасад першої будівлі аеропорту (термінал прильоту)
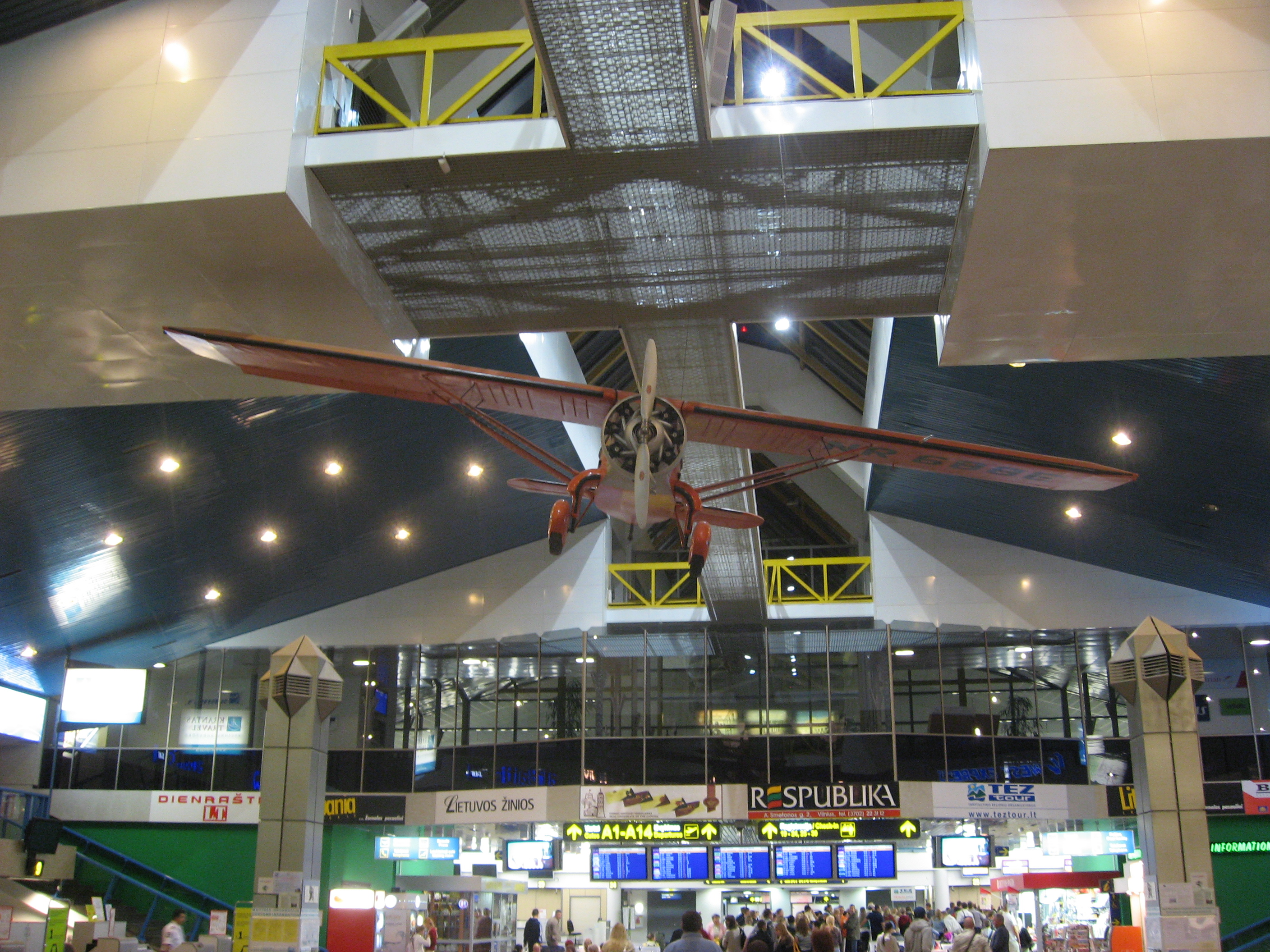
Макет літака «Літуаніка» у терміналі вильоту
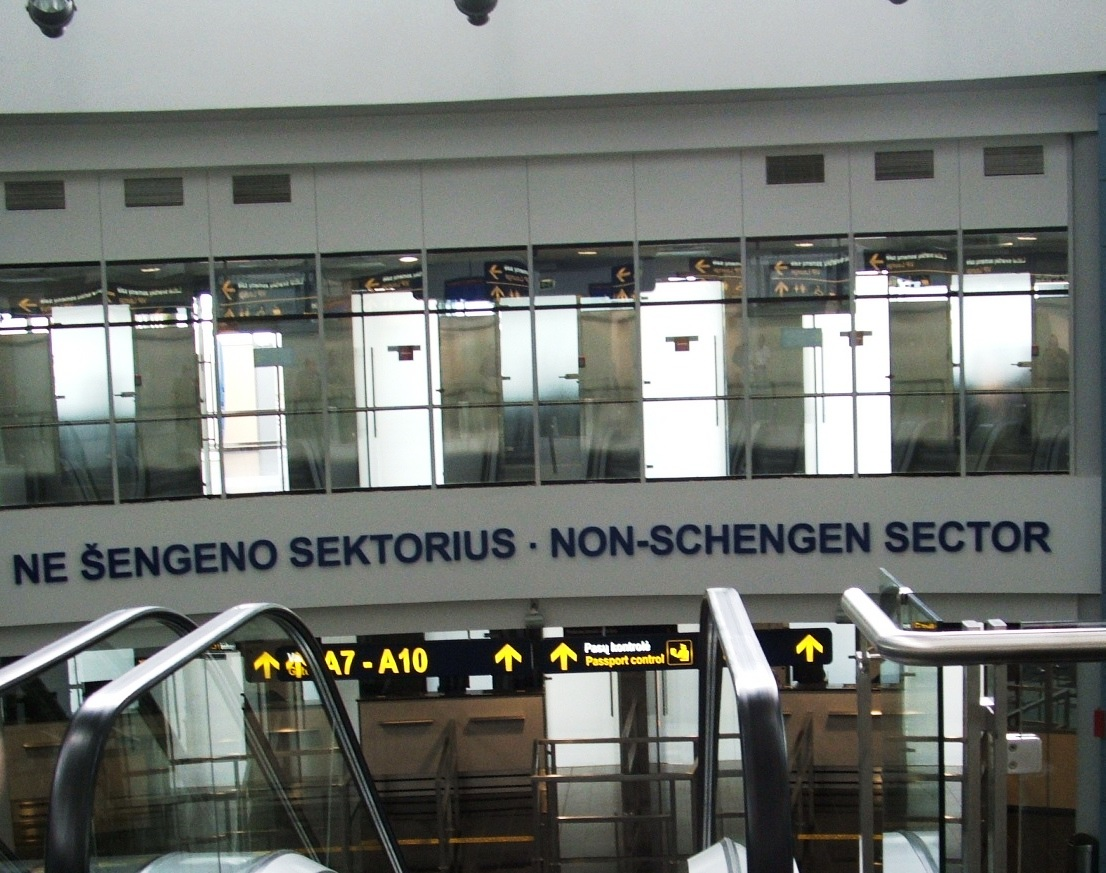
Прохід в сектор, що обслуговує рейси за межі Шенгенської зони
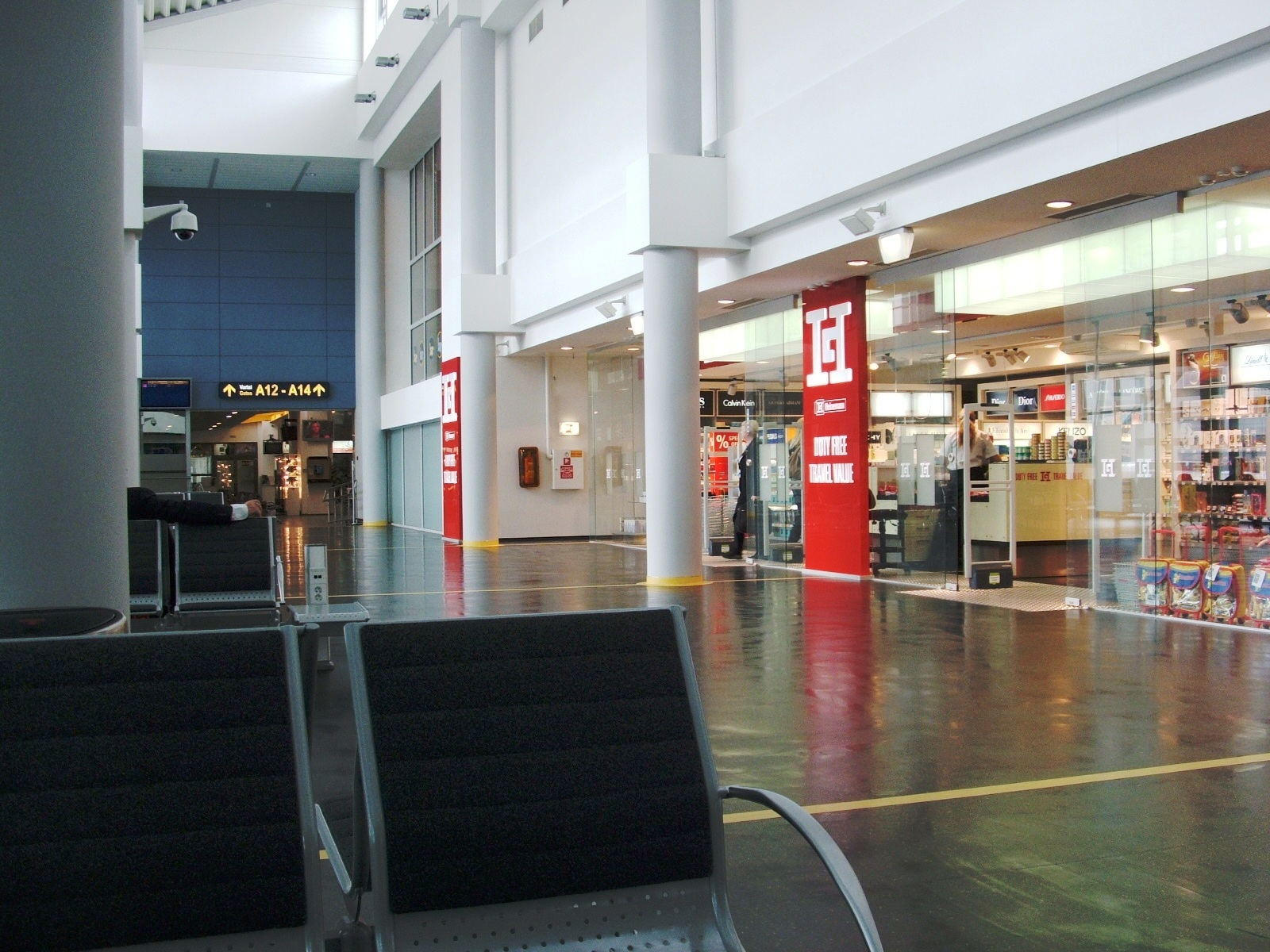
Дьюті-фрі
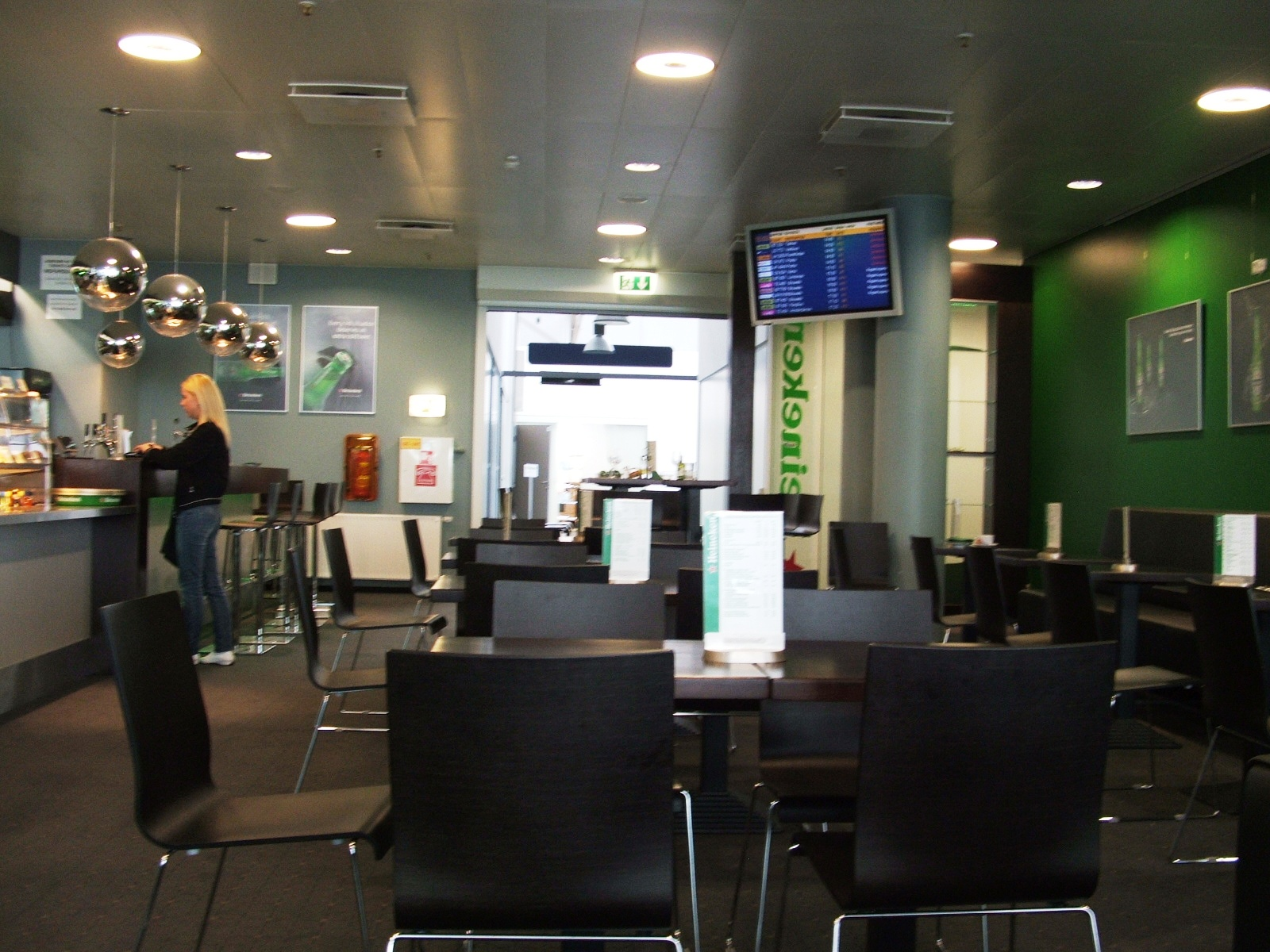
Бар в терміналі вильоту
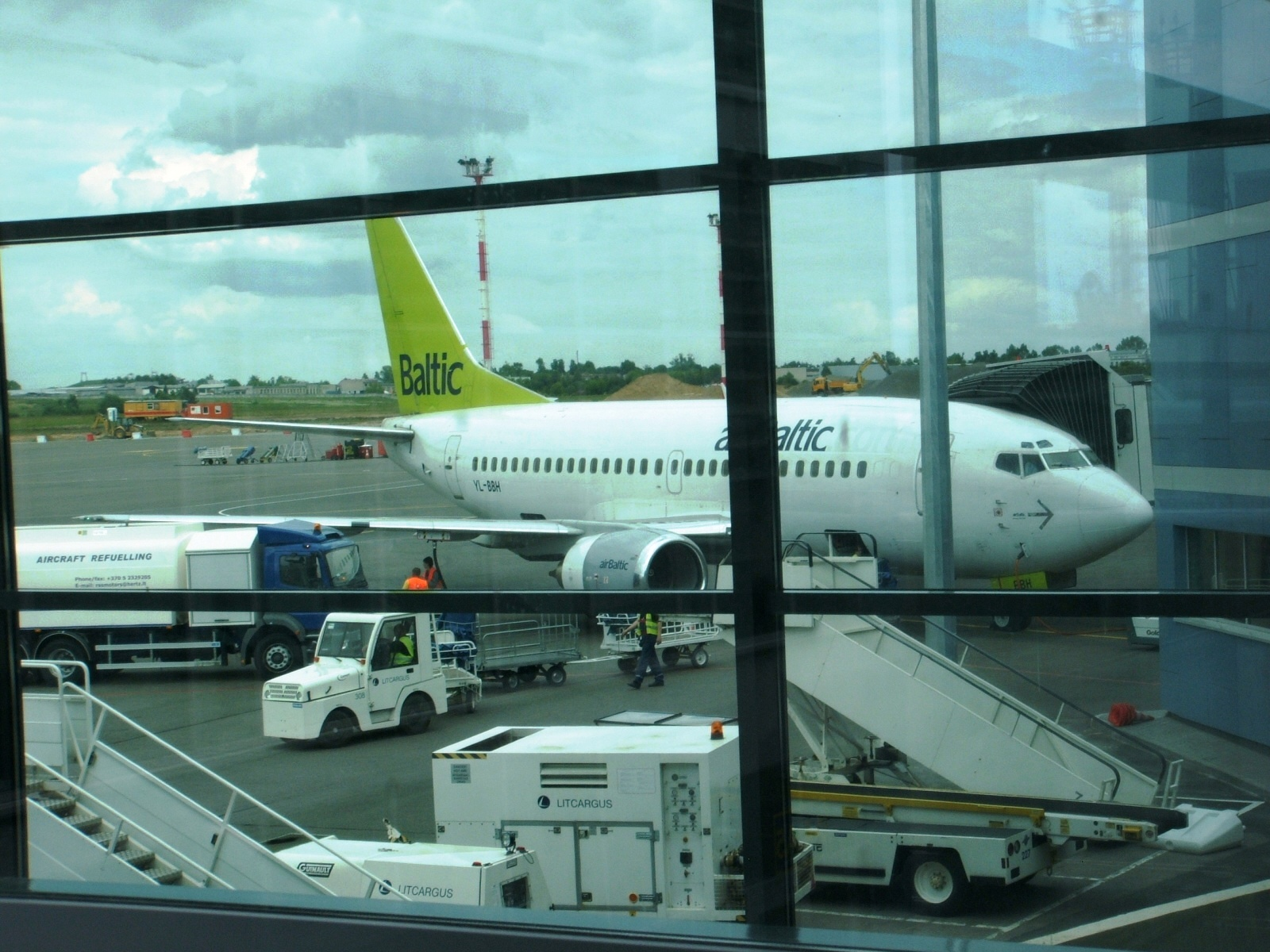
Біля телетрапа Boeing 737-500 авіакомпанії «AirBaltic»
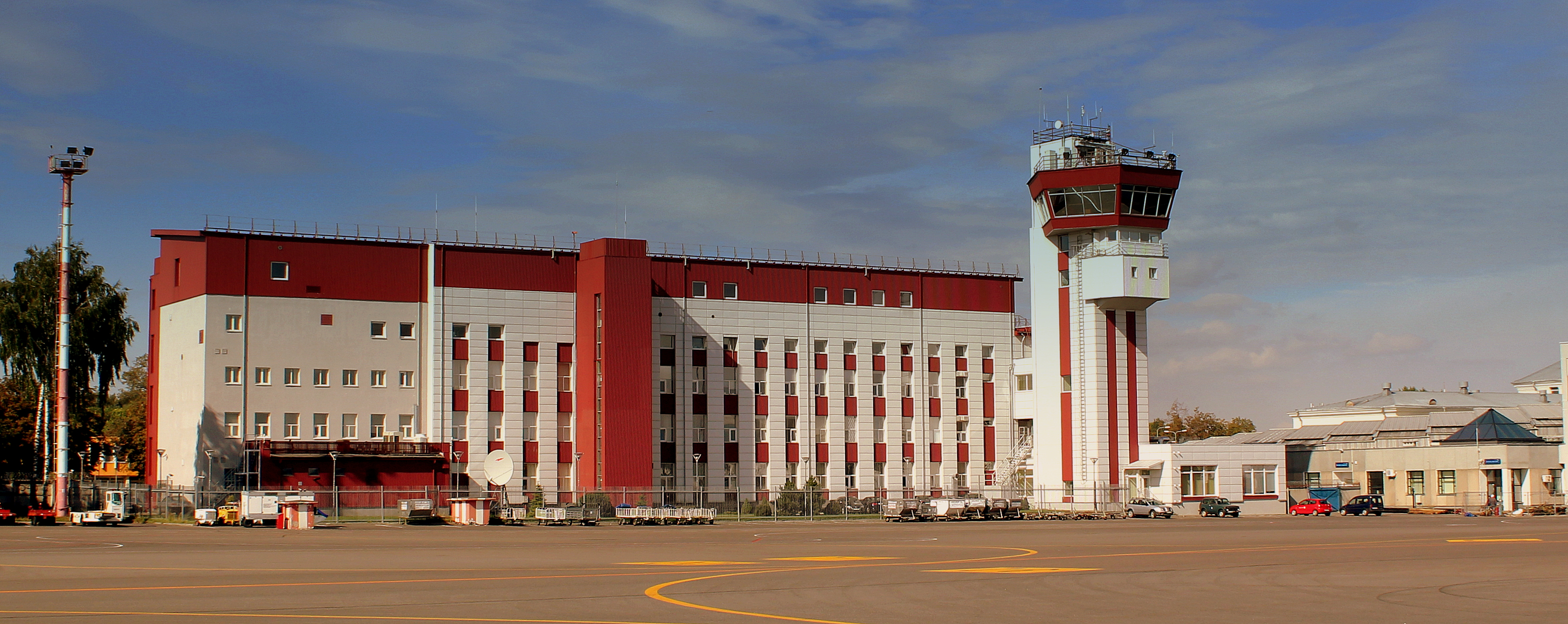
Центр керування повітряним рухом Вільнюського аеропорту
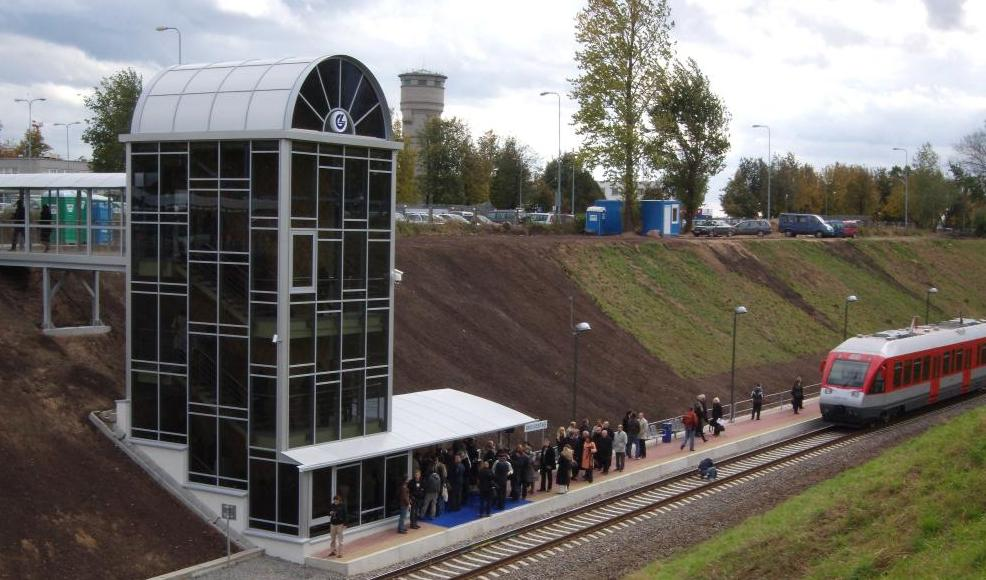
Залізнична станція поблизу аеропорту та автомотриса